# UFC Fight Night: Woodley vs. Burns
UFC Fight Night: Woodley vs. Burns (também conhecido como UFC on ESPN: Woodley vs. Burns) foi um evento de MMA produzido pelo Ultimate Fighting Championship no dia 30 de maio de 2020, no UFC Apex em Las Vegas, Nevada.

## Background
O presidente do UFC Dana White anunciou que pretendia que o evento fosse realizado em Las Vegas. Entretanto, se o governador do estado de Nevada não permitisse a realização do evento devido à pandemia do coronavírus, ele teria que ser realizado no estado do Arizona, já que esportes profissionais estavam previstos para voltar a funcionar no dia 15 de maio.
Uma luta nos meio médios entre o ex-campeão Tyron Woodley e Gilbert Burns serviu como luta principal da Noite. Em 22 de maio, Dana White confirmou que o card inteiro iria ser transmitido pela ESPN.
- Uma luta nos pesados entre Blagoy Ivanov e Augusto Sakai foi marcada para este evento.
- Uma luta no peso palha entre Mackenzie Dern e Hannah Cifers estava marcada para este evento.

Em 26 de maio, Kevin Holland foi forçado a se retirar do evento devido a uma lesão. Ele foi substituído por Gabriel Green.
Na pesagem, Brok Weaver se apresentou com 71,4 kilos, 700g acima do limite para uma luta não válida por cinturão no peso leve, que é de 70,7kg. Ele foi multado em 20% de sua bolsa que foi  para Roosevelt Roberts e a luta procedeu no peso casado.

## Bônus da Noite
Os lutadores receberam $50.000 de bônus:
- Luta da Noite:  Brandon Royval vs.  Tim Elliott
- Performance da Noite:  Gilbert Burns e  Mackenzie Dern